# Èpit (fill de Cresfontes)
Èpit (en grec antic: Αἴπυτος 'Aipytos'), d'acord amb la mitologia grega, va ser un heroi grec, fill de l'heràclida Cresfontes, rei de Messènia i de Mèrope, filla de Cípsel.
En una revolta van morir els seus germans i el seu pare, però Èpit es va escapar i es va refugiar al costat del seu avi Cípsel. Al cap d'un temps, va tornar a la seva pàtria amb l'ajuda dels arcadis i d'uns prínceps doris i va venjar la seva família. Va matar Polifontes, el responsable de la revolta, que, després de la derrota de Cresfontes, s'havia apoderat de la seva esposa Mèrope i s'hi havia casat per la força. Èpit va alliberar la seva mare i va ser rei del país.
Era considerat un home just i virtuós, i els seus descendents, que fins llavors havien portat el nom d'Heràclides, van rebre l'apel·latiu d'Epítides. El va succeir en el tron el seu fill Glauc.